# Aulacoserica castanea
Aulacoserica castanea är en skalbaggsart som beskrevs av Moser 1918. Aulacoserica castanea ingår i släktet Aulacoserica och familjen Melolonthidae. Inga underarter finns listade.